# Agnès de Roma
|  | Per a altres significats, vegeu «Santa Agnès». |

Agnès (en llatí Agnes) va ser una jove romana, màrtir durant les persecucions de Dioclecià a causa de la seva fe cristiana. És venerada com a santa per diverses confessions cristianes.

### Llegenda

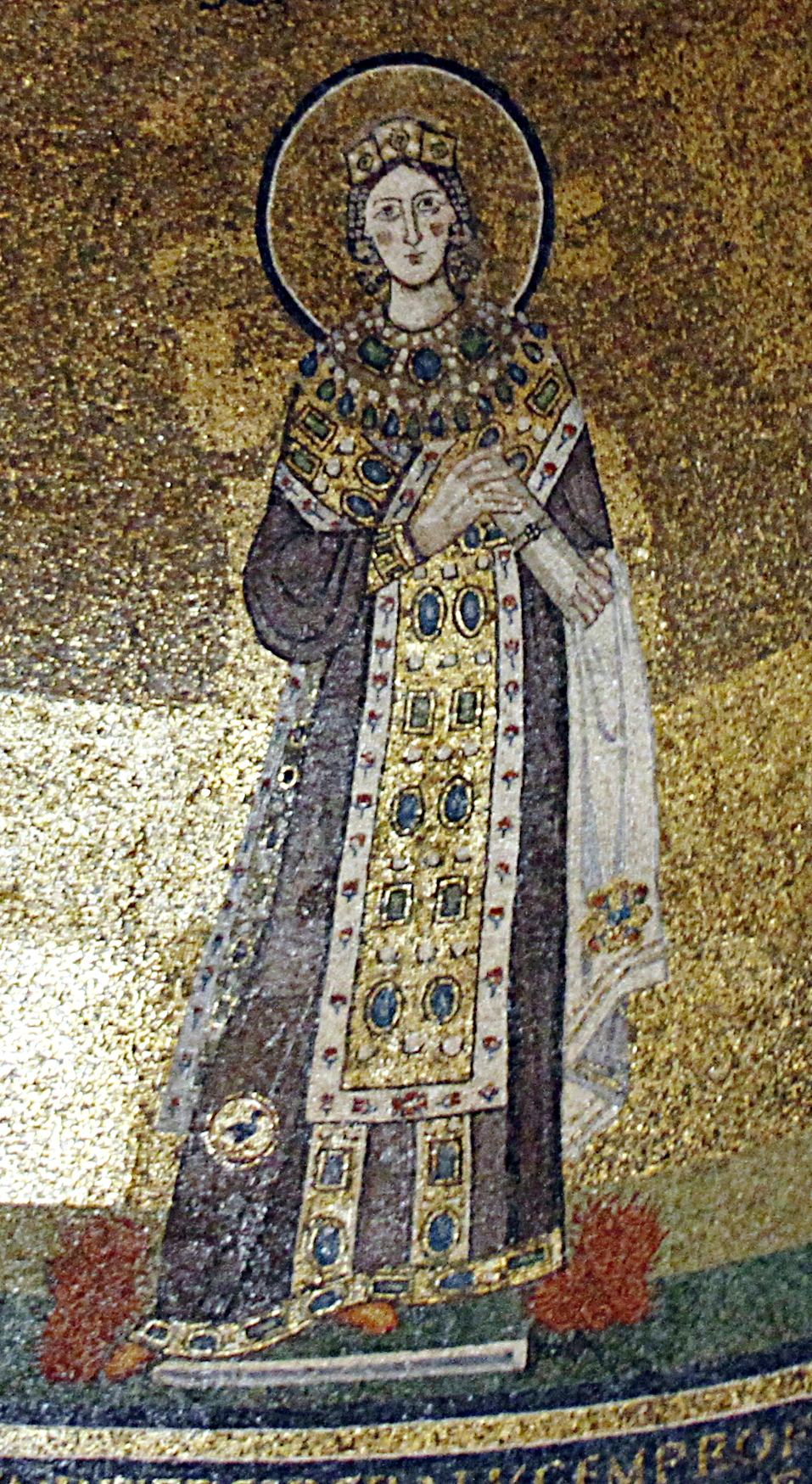
Mosaic a l'absis de Santa Agnese fuori le Mura (Roma),
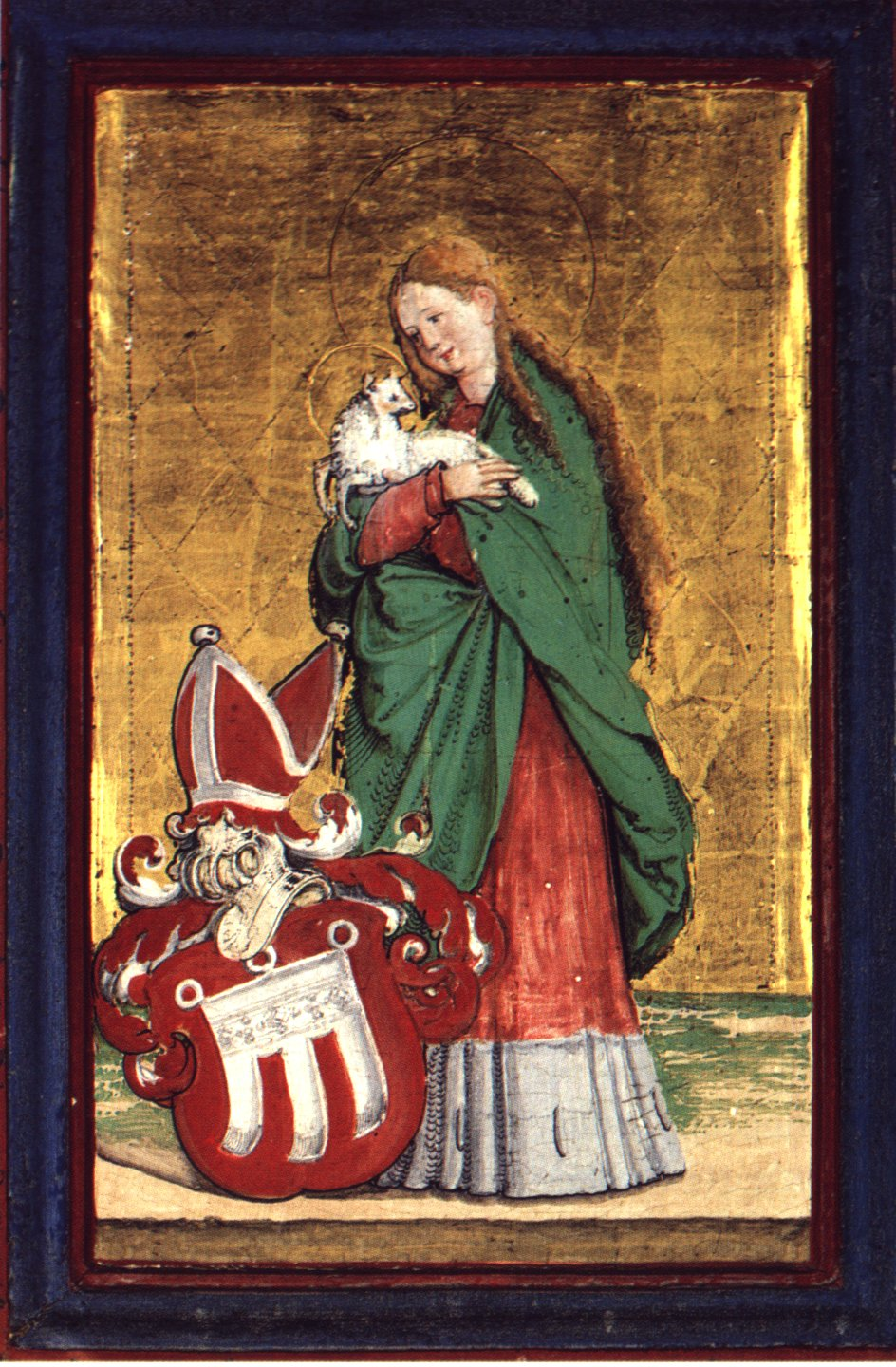
Pintura del Mestre de Messkirch, 1531 (Sigmaringen, Fürstlich Hohenzollerische Gemäldegalerie)
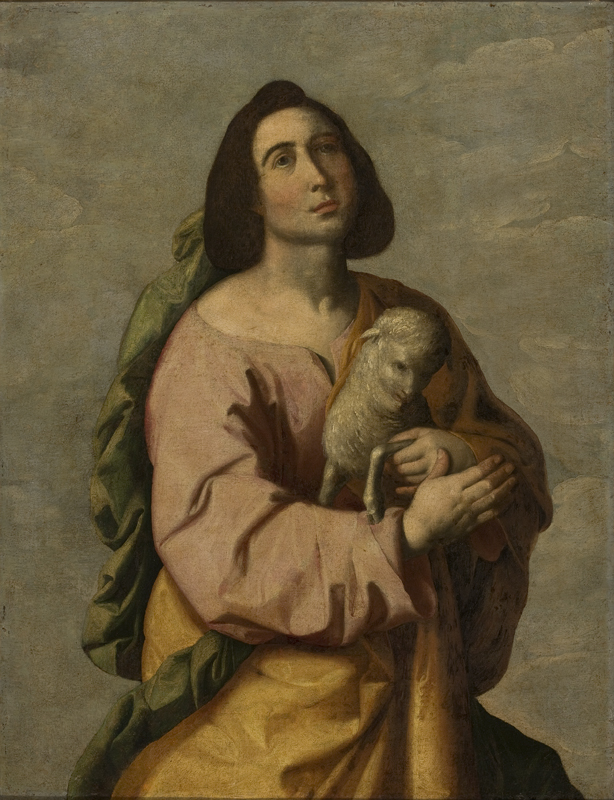
Santa Inês per Francisco de Zurbarán, 1635-42 (Sao Paulo, Museu de Arte)
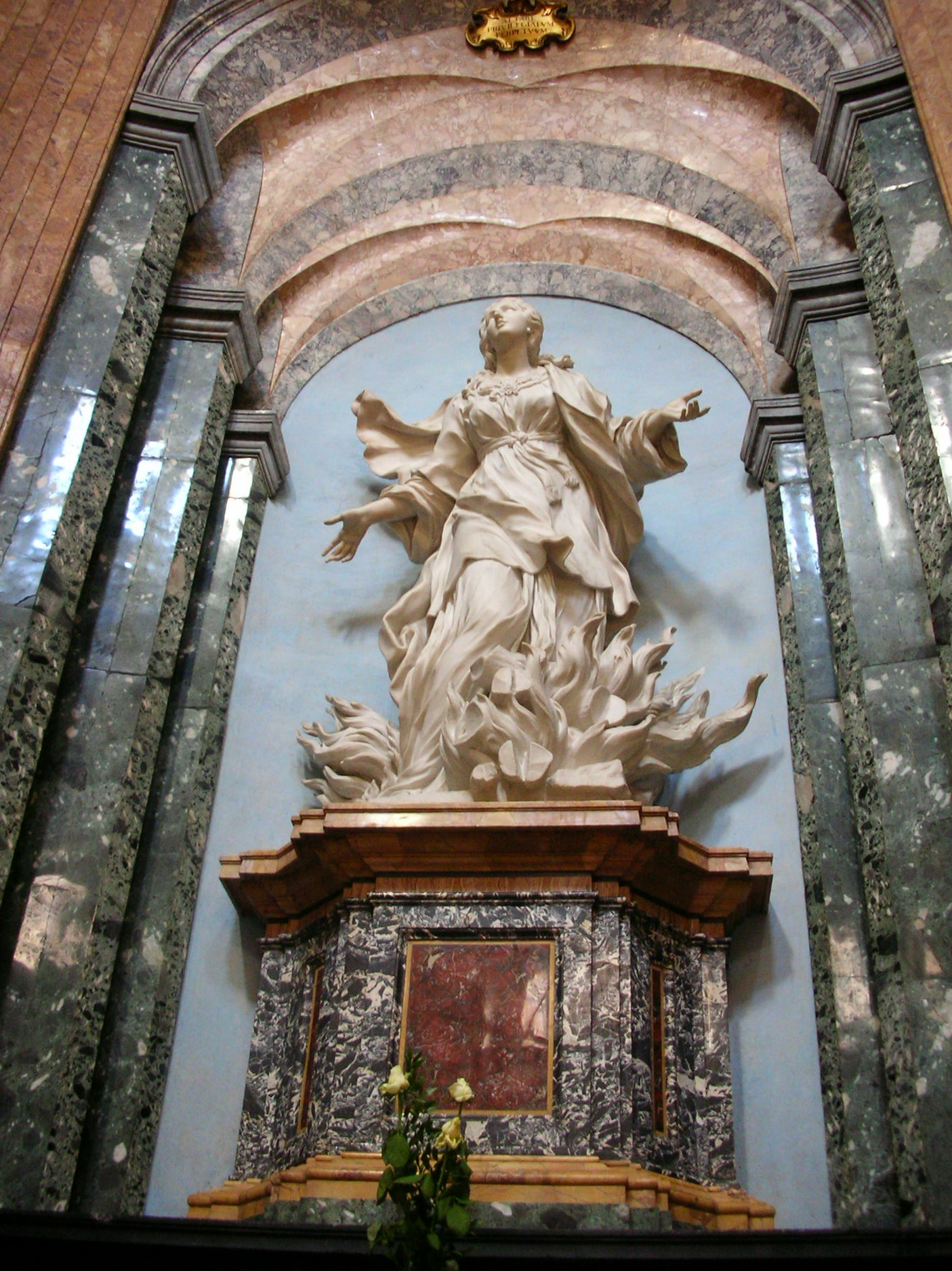
La santa a la foguera (Roma, Sant'Agnese in Agone)
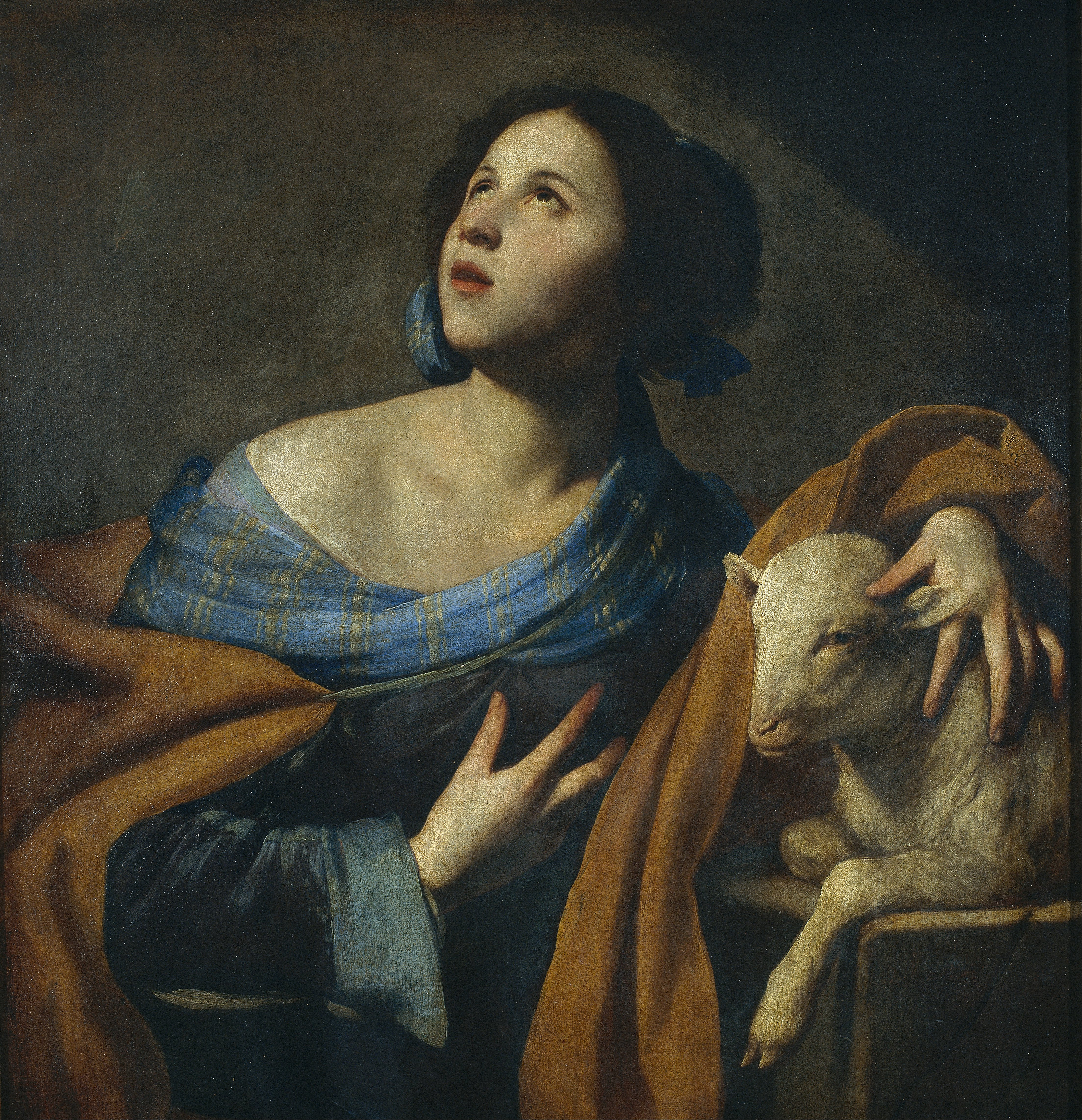
Santa Agnès al Museu Nacional d'Art de Catalunya

## Veneració

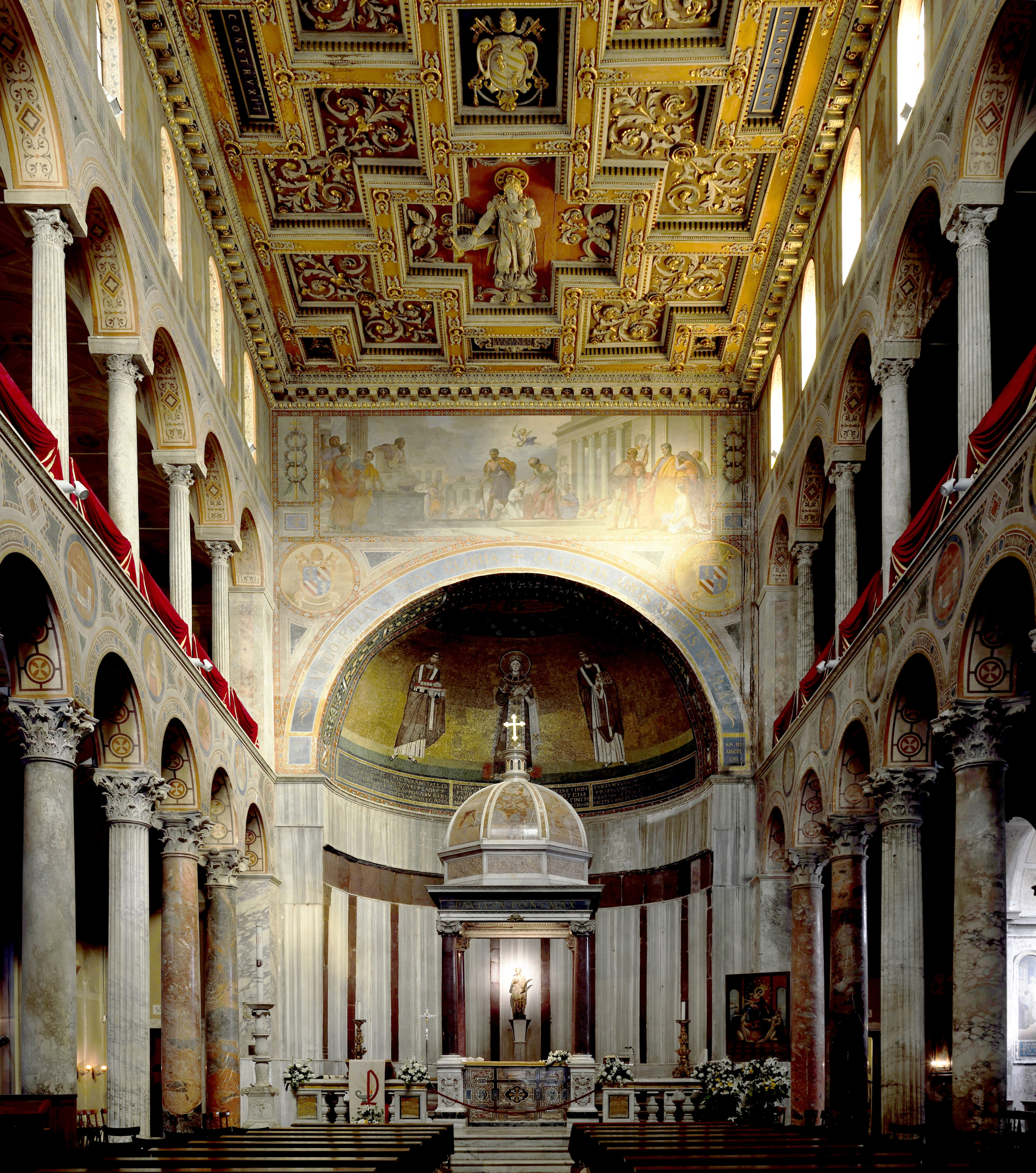
Nau i altar de Sant'Agnese fuori le Mura (Roma)
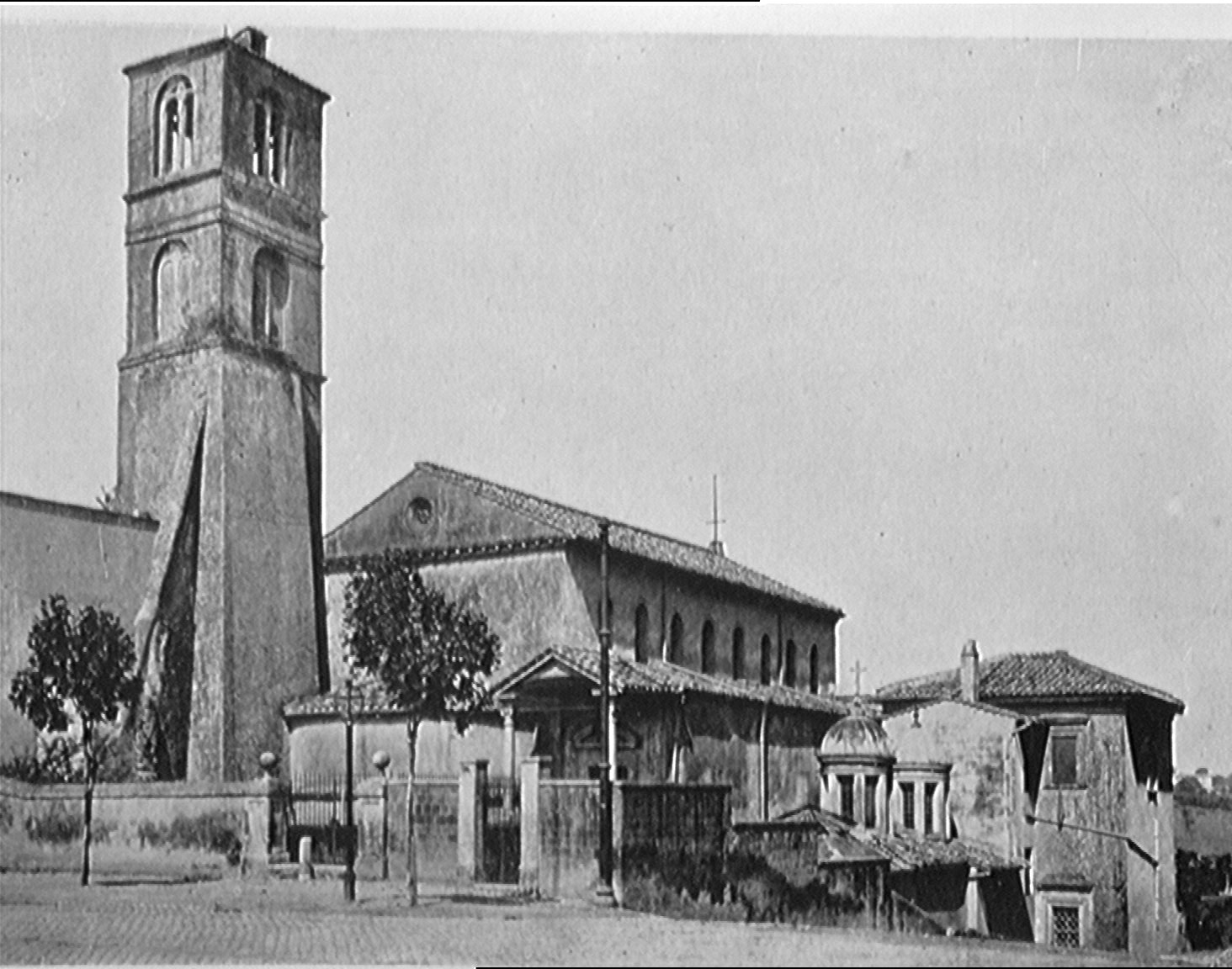
Sant'Agnese fuori le Mura en 1911
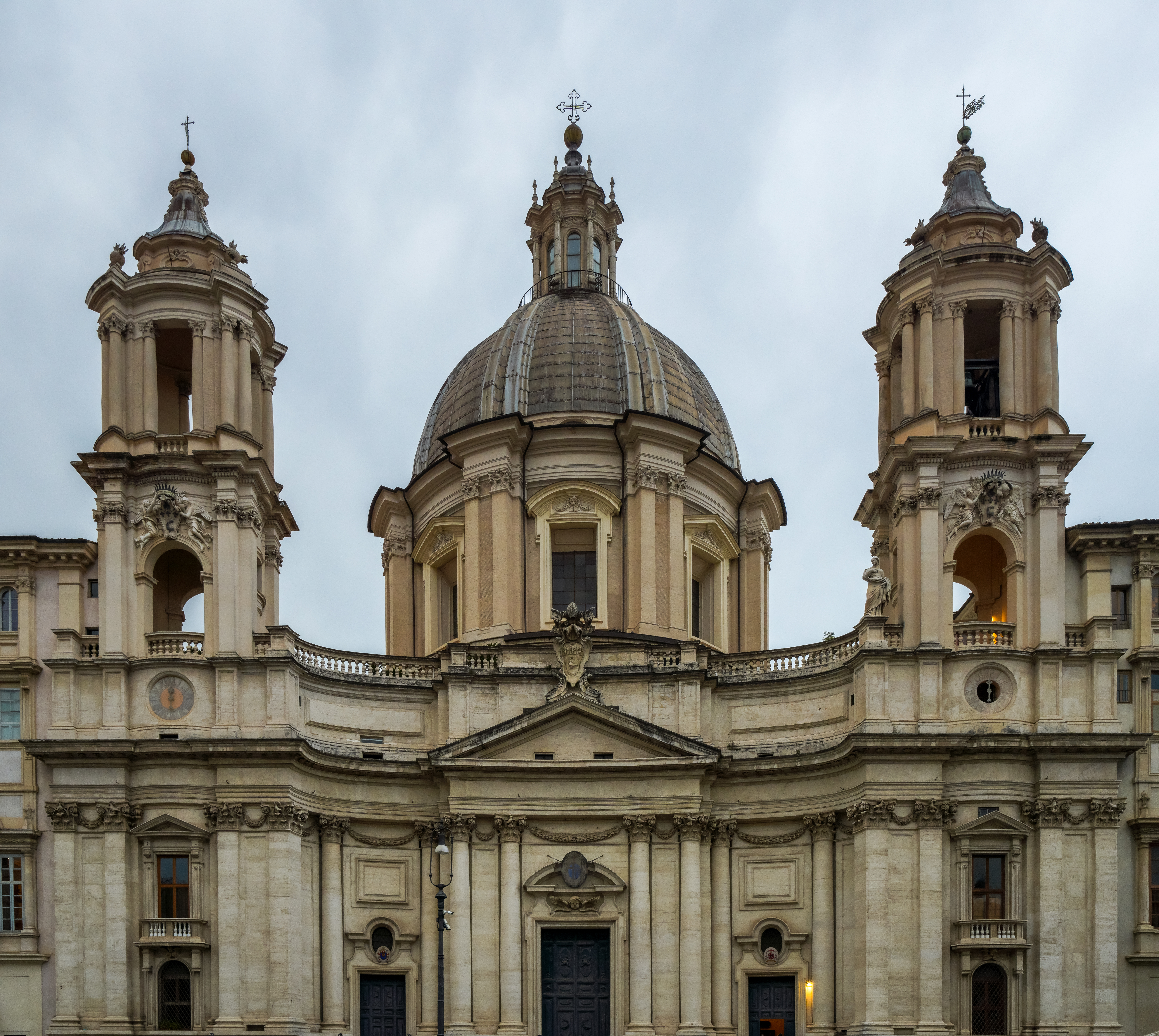
Sant'Agnese in Agone (Roma)
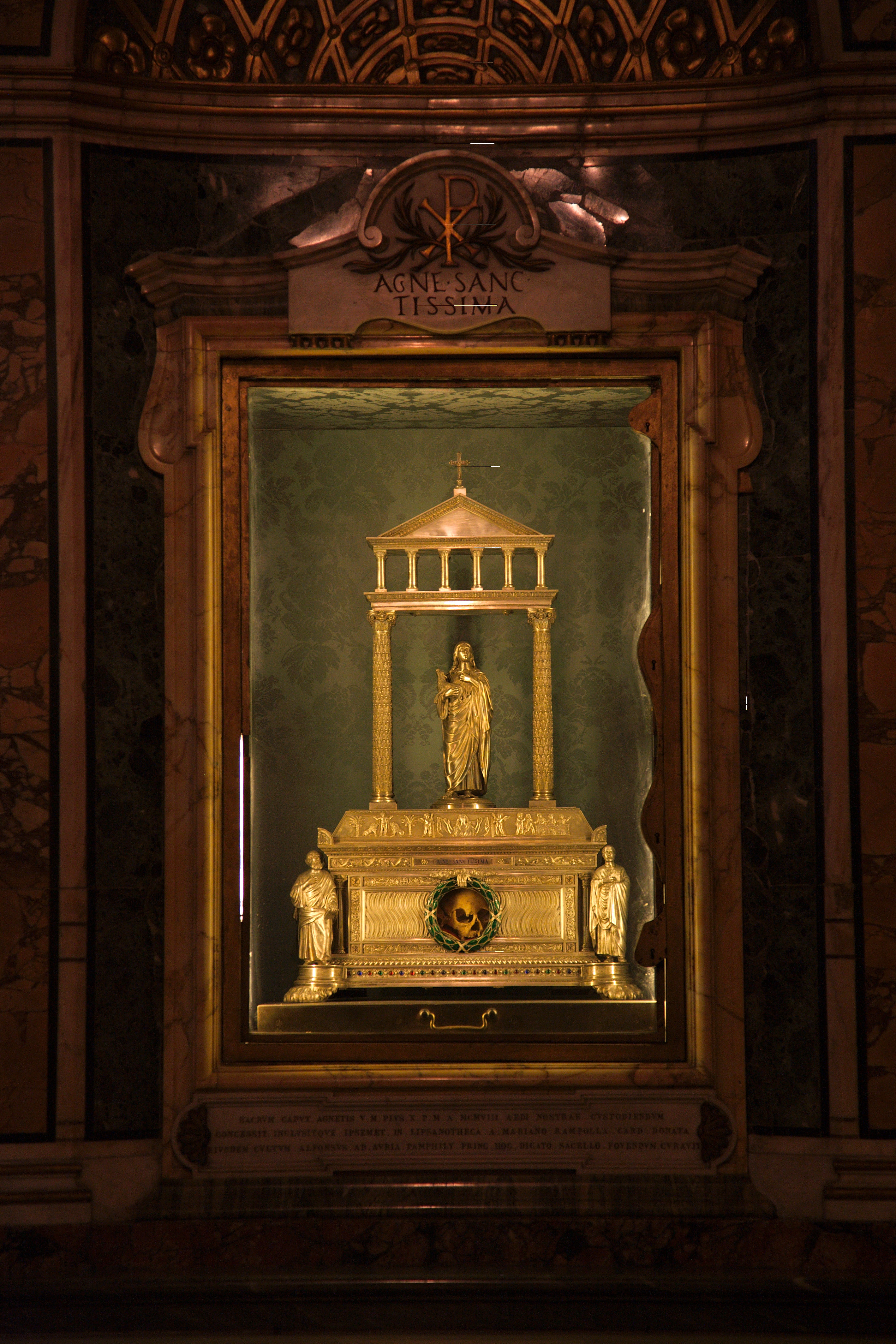
Reliquiari amb el crani de la santa a Sant'Agnese in Agone